# Charles De Meutter
Charles De Meutter, né à Laeken (Bruxelles) le 24 novembre 1925, est un architecte et pédagogue de l'architecture belge.

## Formation
Charles De Meutter se forme au sein de l'Académie royale des beaux-arts de Bruxelles auprès de Joseph Van Neck et Augustin Bernard et reçoit son diplôme d'architecte en 1950. Il poursuit sa formation à Paris à l'École nationale supérieure des beaux-arts dans l'atelier d'Otello Zavaroni. En 1955, il est nommé chef d'atelier à l'Académie des beaux-arts de Bruxelles.

## Carrière
Il s'associe avec son confrère Jean Koning et leur atelier crée plusieurs bâtiments contemporains significatifs :
- le pavillon Coca-Cola[3] pour l'exposition internationale de Bruxelles de 1958.
- la piscine Longchamp[4] à Uccle (1970-1972).

Après une longue collaboration avec Jean Koning, Charles De Meutter se tourne vers l'enseignement, comme le fit son maître Joseph Van Neck, et devient directeur de l'Institut supérieur d'architecture Victor Horta, succédant à l'Académie royale des beaux-arts de Bruxelles, et procéda au processus de fusion avec l'Université libre de Bruxelles.
Charles De Meutter est membre de la SADBr et de la Société centrale d'architecture de Belgique (1958 - 1973).

## Distinctions
- 1950 : Grand prix de maîtrise de la ville de Bruxelles.
- 1952 : Prix François de la ville de Bruxelles.
- 1954 : Seconde médaille de l'école des Beaux-Arts de Paris.
- 1954 : Prix américain de l'École des Beaux-Arts.
- 1955 : Grand prix de Rome belge.